# Episodi de I giorni di Bryan (seconda stagione)
La seconda stagione della serie televisiva I giorni di Bryan è andata in onda negli Stati Uniti dal 12 settembre 1966 al 25 aprile 1967 sulla NBC.
| nº | Titolo originale                 | Prima TV USA      | Titolo italiano | Prima TV Italia |
| -- | -------------------------------- | ----------------- | --------------- | --------------- |
| 1  | The Day Time Stopped             | 12 settembre 1966 |                 |                 |
| 2  | I Am the Late Diana Hays         | 19 settembre 1966 |                 |                 |
| 3  | The Borders of Barbarism         | 26 settembre 1966 |                 |                 |
| 4  | The Committee for the 25th       | 3 ottobre 1966    |                 |                 |
| 5  | The Dark Beyond the Door         | 10 ottobre 1966   |                 |                 |
| 6  | The Sex Object                   | 17 ottobre 1966   |                 |                 |
| 7  | The Edge of the Volcano          | 24 ottobre 1966   |                 |                 |
| 8  | Grotenberg Mask                  | 31 ottobre 1966   |                 |                 |
| 9  | The Treasure Seekers             | 14 novembre 1966  |                 |                 |
| 10 | The Man Who Had No Enemies       | 21 novembre 1966  |                 |                 |
| 11 | A Game of Violence               | 28 novembre 1966  |                 |                 |
| 12 | Hang Down Your Head and Laugh    | 5 dicembre 1966   |                 |                 |
| 13 | Tears from a Glass Eye           | 12 dicembre 1966  |                 |                 |
| 14 | Time and a Half on Christmas Eve | 19 dicembre 1966  |                 |                 |
| 15 | The Shock of Recognition         | 31 dicembre 1966  |                 |                 |
| 16 | Flight from Tirana               | 9 gennaio 1967    |                 |                 |
| 17 | A Rage for Justice               | 16 gennaio 1967   |                 |                 |
| 18 | The List of Alice McKenna        | 23 gennaio 1967   |                 |                 |
| 19 | The Face of the Antagonist       | 30 gennaio 1967   |                 |                 |
| 20 | Baby, the World's on Fire        | 6 febbraio 1967   |                 |                 |
| 21 | Rendezvous in Tokyo              | 11 febbraio 1967  |                 |                 |
| 22 | The Calculus of Chaos            | 19 febbraio 1967  |                 |                 |
| 23 | The Assassin                     | 26 febbraio 1967  |                 |                 |
| 24 | The Carpella Collection          | 6 marzo 1967      |                 |                 |
| 25 | A Very Small Injustice           | 13 marzo 1967     |                 |                 |
| 26 | East of the Equator              | 20 marzo 1967     |                 |                 |
| 27 | A Choice of Evils                | 3 aprile 1967     |                 |                 |
| 28 | Tell It to the Dead              | 11 aprile 1967    |                 |                 |
| 29 | Better World Next Time           | 18 aprile 1967    |                 |                 |
| 30 | The Word Would Be Goodbye        | 25 aprile 1967    |                 |                 |

## The Day Time Stopped
- Prima televisiva: 12 settembre 1966

### Trama
- Guest star: Billy Daniels (Eddie), Sheree North (Jeannie Lake), John Kerr (Alex Ryder), Carol Lawrence (Kate Pierce), Paul Lukas (dottor Werner), John Ireland (dottor Mason), Anne Helm (Molly Pierce)

## I Am the Late Diana Hays
- Prima televisiva: 19 settembre 1966
- Diretto da: Michael Ritchie

### Trama
- Guest star: Anthony Eisley (Tom Stone), Laurence Haddon (D. A. George McCullough), Diana Hyland (Diana Hays), Isabel Cooley (Barbara Jackson), Joe Finnigan (reporter), Joy Ellison (scout), Paula Winslowe (Miss Glenroy), Jack Palance (Julian Hays)

## The Borders of Barbarism
- Prima televisiva: 26 settembre 1966
- Soggetto di: Eric Williams

### Trama
- Guest star: Joseph Sirola (Vilovic), Reginald Owen (Cooper), Stephen McNally (Mike Allen), Alf Kjellin (Josip Ristic), Don Knight (barista), Gábor Curtiz (paesano), Lawrence Montaigne (George Woodstock), Peter Forster (Harry Laudermilk), Jane Betts (guardia di confine), George Pirana (Jenko), Jack Good (Sidney Cruikshank), Joan Collins (Gillian Wales)

## The Committee for the 25th
- Prima televisiva: 3 ottobre 1966
- Diretto da: William Graham
- Soggetto di: Tom Allen

### Trama
- Guest star: Edward Faulkner (assistente del procuratore distrettuale), Bobby Johnson (tassista), Wendell Corey (Sinclair), Edward Asner (Cappi), Brooke Bundy (Sarah Sinclair)

## The Dark Beyond the Door
- Prima televisiva: 10 ottobre 1966

### Trama
- Guest star: Michael Dunn (George Kowal), Robert Nichols (Crof), Delphi Lawrence (Ellen Carlson), Kent McCord (Mike Ramsey), Peter Graves (Jim Carlson)

## The Sex Object
- Prima televisiva: 17 ottobre 1966

### Trama
- Guest star: Pepe Hern (impiegato), Fernando Escandon (Bell Captain), Joan Hackett (Diana Murrow), Sharon Farrell (Louise), Fernando Lamas (Ramon de Vega)

## The Edge of the Volcano
- Prima televisiva: 24 ottobre 1966

### Trama
- Guest star: Len Wayland (Daniel Fulton), Edmund Hashim (colonnello Sientos), Alejandro Rey (Mario Cudero), John Dehner (Eliott Ponas), Ruben Moreno (Tall Soldier), Don Diamond (tassista), Katherine Crawford (Abby Powers)

## Grotenberg Mask
- Prima televisiva: 31 ottobre 1966

### Trama
- Guest star: Tom Simcox (Johnny Cadell), Dennis G. Turner (impiegato), Skip Homeier (Charles Cadell), George Furth (Arthur Neely), Elizabeth Ashley (Diana Fuller)

## The Treasure Seekers
- Prima televisiva: 14 novembre 1966
- Scritto da: Max Ehrlich, Carole Eastman

### Trama
- Guest star: Anne Helm (Molly Pierce), Rosemary Murphy (Mary Herrick), Collin Wilcox (Lisa Rand), Bruce Dern (Alex Ryder), Jack Albertson (Joe Murray)

## The Man Who Had No Enemies
- Prima televisiva: 21 novembre 1966
- Diretto da: Michael Ritchie
- Scritto da: John W. Bloch

### Trama
- Guest star: Victoria Shaw (Eileen Trotter), John Lodge (Neil Trotter), Kurt Kasznar (ispettore Kronig), Nancy Malone (Katherine), Kai Hernandez (cameriera), Jason Wingreen (Harbormaster), Ward Ramsey (console), Jean Durand (tenente Duvali), Joanna Moore (Kay Mills)

## A Game of Violence
- Prima televisiva: 28 novembre 1966
- Scritto da: Lou Guardino

### Trama
- Guest star: Carol Lawrence (Kate Pierce), Janet MacLachlan (Barbara Smith), Tige Andrews (Sam Miller), Ossie Davis (Frankie Morton), Jim Healy (se stesso), Chick Hearn (se stesso), Sugar Ray Robinson (Duke Smith)

## Hang Down Your Head and Laugh
- Prima televisiva: 5 dicembre 1966
- Diretto da: Michael Ritchie
- Scritto da: Carole Eastman

### Trama
- Guest star: Kim Darby (Tina), Jacqueline Scott (Dorothy Baker), Larry Ward (David Baker)

## Tears from a Glass Eye
- Prima televisiva: 12 dicembre 1966

### Trama
- Guest star: Donnelly Rhodes (Collier Johnson), Gerald S. O'Loughlin (Ralph/Timothy), Mary Ann Mobley (Laura Bronson)

## Time and a Half on Christmas Eve
- Prima televisiva: 19 dicembre 1966

### Trama
- Guest star: Melanie Alexander (Jeannie), Ernest Borgnine (Harry), Richard Bull (Jameson Dudley), Charles McGraw (Sam)

## The Shock of Recognition
- Prima televisiva: 31 dicembre 1966

### Trama
- Guest star: Walter Mathews (Leo Taber), Frank Silvera (Esteban), Gavin MacLeod (Frank Glass), Marlyn Mason (Anna Birrel), Farley Granger (Charlie Herrod)

## Flight from Tirana
- Prima televisiva: 9 gennaio 1967

### Trama
- Guest star: Edward Binns (colonnello Delaney), James T. Callahan (maggiore Ted Fowler), Robert Knapp (Les Poggin), Ossie Davis (Dave Corbett), William Yip (Chinese General), Sam Wanamaker (maggiore Joe Rankin), George Voskovec (colonnello Zabian), Chet Stratton (Harold Lampert), Mike Road (Brad Capo), Will Kuluva (Peter Gradec), Nicholas Colasanto (Kerpantos), Gloria Edwards (Linda Corbett)

## A Rage for Justice
- Prima televisiva: 16 gennaio 1967

### Trama
- Guest star: Edward Binns (colonnello Delaney), James T. Callahan (maggiore Ted Fowler), Robert Knapp (Les Poggin), Ossie Davis (Dave Corbett), Mike Road (Brad Capo), Chet Stratton (Harold Lampert), George Voskovec (colonnello Zabian), Sam Wanamaker (maggiore Joe Rankin), William Yip (Chinese General), Will Kuluva (Peter Gradec), Nicholas Colasanto (Kerpantos), Gloria Edwards (Linda Corbett)

## The List of Alice McKenna
- Prima televisiva: 23 gennaio 1967

### Trama
- Guest star: Mario Alcalde (Tony Olivera), Malcolm Atterbury (Rudy Fowler), Cloris Leachman (Deborah Wilson), Geraldine Brooks (Alice McKenna), Grace Lee Whitney (Billie), William Windom (Ralph Wilson)

## The Face of the Antagonist
- Prima televisiva: 30 gennaio 1967

### Trama
- Guest star: Ron Russell (Buzzie Gilman), Aldo Ray (Murdock), Henry Beckman (Hank Kellogg), Richard Anderson (capitano Swain)

## Baby, the World's on Fire
- Prima televisiva: 6 febbraio 1967

### Trama
- Guest star: Jack Kelly (Harry Bevins), Suzanne Pleshette (Susan Church)

## Rendezvous in Tokyo
- Prima televisiva: 11 febbraio 1967

### Trama
- Guest star: Robert Pickering (Fred Carson), Jon Cedar (Nat Stevens), Martin Milner (Mike Green), Mickey Shaughnessy (Morgan), Garry Walberg (Bill Martin), Joan Blackman (Janet Ford)

## The Calculus of Chaos
- Prima televisiva: 19 febbraio 1967

### Trama
- Guest star: Inger Stratton (Helen Novotny), Pat Harrington, Jr. (Nick Cooper), Stephen McNally (Mike Allen), Dabney Coleman (Fred Palmer), James Sikking (Nugent), George Ives (Eddling), Gregory Gaye (Straka), John van Dreelen (Jan Vlasek)

## The Assassin
- Prima televisiva: 26 febbraio 1967

### Trama
- Guest star: Andrew Duggan (tenente Jim Seaborne), Harold Gould (Phil Colby), Arthur Hill (Bill Dagen)

## The Carpella Collection
- Prima televisiva: 6 marzo 1967

### Trama
- Guest star: Celia Lovsky (Mrs. Krieger), Mercedes Molinar (Yvette), Helmut Dantine (Erich Krieger), Walter Alzmann (Dieter), Alfred Dennis (ispettore di polizia), Jeanne Rainer (Michele Deneuve)

## A Very Small Injustice
- Prima televisiva: 13 marzo 1967

### Trama
- Guest star: Kelly Thordsen (Chief Johnson), Harry Carey, Jr. (Corey Munson), Slim Pickens (sceriffo Hoag), Burr deBenning (J. B. Flowers)

## East of the Equator
- Prima televisiva: 20 marzo 1967

### Trama
- Guest star: Peter Hobbs (Henry Gower), Berry Kroeger (Klein), Alan Bergmann (Jeffrey Willins), Bill Glover (Audrain), Rodolfo Hoyos, Jr. (commerciante), Rudy Solari (De Silva), Inez Pedroza (Estella), Dina Merrill (Caroline)

## A Choice of Evils
- Prima televisiva: 3 aprile 1967

### Trama
- Guest star: Barbara Stanek (Karen Mueller), Coleen Gray (Sally Holt), John Forsythe (Spencer Hall)

## Tell It to the Dead
- Prima televisiva: 11 aprile 1967

### Trama
- Guest star: David Mauro (tenente sikh), Aly Wassil (tenente), Linden Chiles (Jay Saunders), Michele Carey (Margo), Peter Bourne (Swedish Captain), Than Wyenn (capo staff), Karen Black (Jennifer Palmer)

## Better World Next Time
- Prima televisiva: 18 aprile 1967

### Trama
- Guest star: Ronnie Rondell, Jr. (Grayson), Kenny Endoso (Cong Rothman), Michael Pataki (dottor Alex Rothman), Jim Creech (tenente Dan Sayres), James Shen (Cong Archer), Peter Chin (Cong Soldier), Leonard Stone (capitano Archer), Martin Milner (colonnello Mike Green)

## The Word Would Be Goodbye
- Prima televisiva: 25 aprile 1967

### Trama
- Guest star: Émile Genest (Georges Corot), Patrick Horgan (Hank Rodgers), Albert Paulsen (Emile Marnet), Ted Roter (Charles Pradler), Alex Hassilev (meccanico), Claudine Longet (Nicole Longet)